# Aelurillus cretensis
Aelurillus cretensis (лат.) — вид пауков рода Aelurillus из семейства пауков-скакунчиков (Salticidae).

## Распространение
Восточное Средиземноморье: остров Крит (Греция).

## Описание
Пальпы коричневые. Самцы: бёдра с тёмными волосками. Эмболюс с массивным основанием. Просома тёмно-коричневая, глазное поле чёрное. Стернум коричневый. Хелицеры самок: красно-коричневые (у самцов жёлто-коричневые). Ноги коричневые, с белыми волосками. Опистосома тёмно-коричневая или коричнево-серая, дорзально с продольными перевязями из белых волосков в задней части. Спиннереты коричневые. Длина просомы самцов: 5,2 мм. Длина просомы самок: 6,8 мм.
Вид Aelurillus cretensis был впервые описан российским арахнологом Галиной Азаркиной  (СО РАН, Новосибирск, Россия в 2002 году.